# Ядрошникова, Раиса Николаевна
Раиса Николаевна Ядрошникова — депутат Верховного Совета СССР VIII созыва.

## Биография
Родилась в 1934 году в национальном поселке Ленино Кондинского района в семье колхозника. Представитель народности ханты.
В 1952 году окончила Ханты-Мансийское педагогическое училище, работала учителем в деревне Нялино Самаровского района.
В 1961—1965 гг. учитель, с 1965 г. завуч вечерней средней школы № 1 Ханты-Мансийска.
В 1962 году заочно окончила филологический факультет Тобольского педагогического института.
Депутат Верховного Совета СССР VIII созыва (1970—1974).
Живет в Тюмени.